# Bernard Fisher
Bernard Fisher (Pittsburgh, 23 de agosto de 1918 – Pittsburgh, 16 de outubro de 2019) foi um médico estadunidense, pioneiro na pesquisa e tratamento do câncer de mama. Foi diretor do National Surgical Adjuvant Breast Project na Faculdade de Medicina da Universidade de Pittsburgh.

## Prêmios e honrarias
Recebeu o Prêmio Lasker-DeBakey de Pesquisa Médico-Clínica de 1985 por suas pesquisas sobre o câncer de mama. Recebeu também o Dr. Josef Steiner Krebsforschungspreis de 1992 e o Prêmio Kettering de 1993.